# Fjorten år og to nætter
Fjorten år og to nætter er en dansk kortfilm fra 2011, der er instrueret af Jeanette Nordahl efter manuskript af hende selv og Eini Carina Grønvold.

## Handling
På sin 14-års fødselsdag får Laura besøg af sin mors ven, modefotografen Asger, som Laura altid har været fascineret af. Asger skal fotografere Laura, hvilket hendes mor, Henriette, længe har set frem til - til trods for en voksende jalousi til den smukke datter. Men hvad Henriette ikke ved, er, at Lauras følelser for Asger er ved at ændre sig. Det sætter spor i forholdet mellem mor og datter i form af et opgør og en konkurrence, som skaber stærke udfordringer for Laura. Mødet med Asger og modelmiljøet bliver en introduktion til voksenlivet og en opdagelse af seksualiteten. Hun mærker begæret for første gang og oplever samtidig magten, der følger med.